# Vaudesson
Vaudesson és un municipi francès situat al departament de l'Aisne i a la regió dels Alts de França. L'any 2007 tenia 260 habitants.

## Demografia

### Població
El 2007 la població de fet de Vaudesson era de 260 persones. Hi havia 100 famílies de les quals 21 eren unipersonals (4 homes vivint sols i 17 dones vivint soles), 29 parelles sense fills, 42 parelles amb fills i 8 famílies monoparentals amb fills.
La població ha evolucionat segons el següent gràfic:
Habitants censats

### Habitatges
El 2007 hi havia 105 habitatges, 98 eren l'habitatge principal de la família, 6 eren segones residències i 1 estava desocupat. 93 eren cases i 11 eren apartaments. Dels 98 habitatges principals, 75 estaven ocupats pels seus propietaris, 20 estaven llogats i ocupats pels llogaters i 3 estaven cedits a títol gratuït; 3 tenien dues cambres, 21 en tenien tres, 29 en tenien quatre i 45 en tenien cinc o més. 73 habitatges disposaven pel capbaix d'una plaça de pàrquing. A 41 habitatges hi havia un automòbil i a 49 n'hi havia dos o més.

### Piràmide de població
La piràmide de població per edats i sexe el 2009 era:
| Homes | Edats   | Dones |
| ----- | ------- | ----- |
| 0     | 95 o +  | 0     |
| 0     | 90 a 94 | 0     |
| 0     | 85 a 89 | 0     |
| 0     | 80 a 84 | 0     |
| 8     | 75 a 79 | 8     |
| 0     | 70 a 74 | 12    |
| 12    | 65 a 69 | 4     |
| 4     | 60 a 64 | 4     |
| 0     | 55 a 59 | 0     |
| 16    | 50 a 54 | 8     |
| 0     | 45 a 49 | 0     |
| 8     | 40 a 44 | 12    |
| 8     | 35 a 39 | 4     |
| 8     | 30 a 34 | 8     |
| 8     | 25 a 29 | 4     |
| 0     | 20 a 24 | 0     |
| 8     | 15 a 19 | 0     |
| 4     | 10 a 14 | 4     |
| 0     | 5 a 9   | 8     |
| 0     | 0 a 4   | 4     |

## Economia
El 2007 la població en edat de treballar era de 153 persones, 117 eren actives i 36 eren inactives. De les 117 persones actives 103 estaven ocupades (60 homes i 43 dones) i 13 estaven aturades (6 homes i 7 dones). De les 36 persones inactives 6 estaven jubilades, 14 estaven estudiant i 16 estaven classificades com a «altres inactius».

### Ingressos
El 2009 a Vaudesson hi havia 94 unitats fiscals que integraven 251 persones, la mediana anual d'ingressos fiscals per persona era de 15.880 €.

### Activitats econòmiques
Dels 6 establiments que hi havia el 2007, 1 era d'una empresa de construcció, 4 d'empreses de comerç i reparació d'automòbils i 1 d'una empresa immobiliària.
L'únic servei als particulars que hi havia el 2009 era un electricista.

## Poblacions més properes
El següent diagrama mostra les poblacions més properes.